# Robertson (rivière)
Pour les articles homonymes, voir Robertson.
La rivière Robertson   (en anglais : Robertson River) est un cours d’eau de l’ile Stewart (Rakiuka), dans le sud de la Nouvelle-Zélande.

## Géographie
Elle prend naissance vers l’est de la chaîne Tin Range et s’écoule dans la mer à l’est de Port Pegasus.